# Hans-Martin Müller (Flötist)

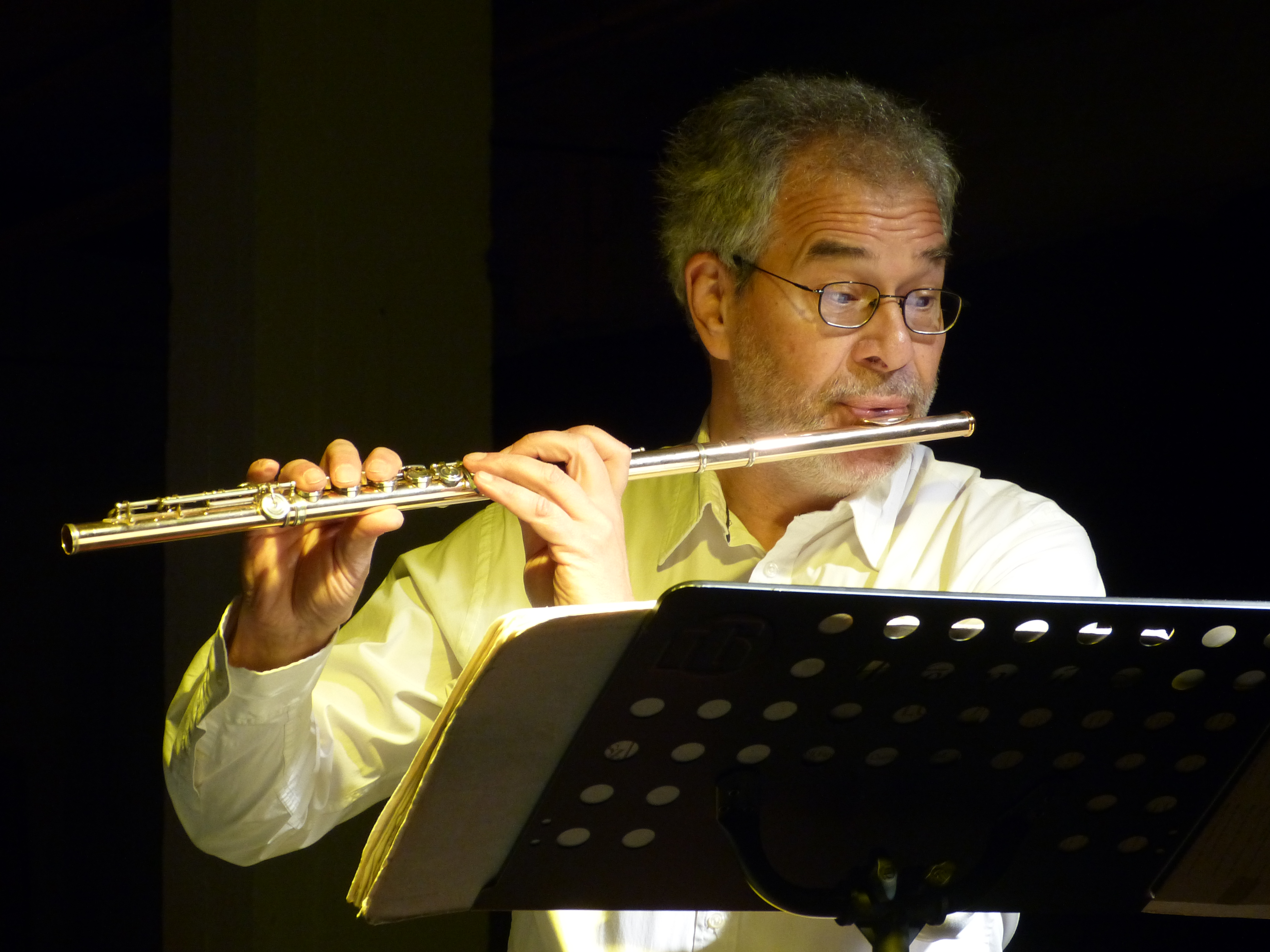
Hans-Martin Müller (2014 beim Solo-Konzert im Rhenania-Kunsthaus Köln anlässlich seines 40. Orchesterjubiläums)

Hans-Martin Müller (* 29. September 1952 in Geldern) ist ein deutscher Flötist, Konzertveranstalter und Musikproduzent.

## Leben und Wirken
Müller, der aus einer „Bergmannsdynastie“ stammt, begann seine musikalische Ausbildung im Blockflötenkreis des CVJM-Posaunenchores in Kamp-Lintfort. Querflöten- und Saxophonunterricht folgten. Seit 1967 spielte er während seiner Schulzeit am Adolfinum Moers als Saxophonist und Flötist in verschiedenen Rock- und Jazzbands. Mit seiner Band Schacht IV trat er im Talentschuppen der ARD, aber 1971 auch im Kölner Päff auf. Nach dem Abitur 1970 absolvierte er ein anderthalbjähriges Praktikum im Bergbau und begann 1972 an der RWTH Aachen das Bergbaustudium; daneben erhielt er am Konservatorium Duisburg Flötenunterricht durch Walter Jeschke. 1972 entschied er sich für ein Musikstudium an der Hochschule für Musik Köln mit Hauptfach Flöte bei Karl Heinz Ulrich. Nach etwas mehr als einem Studiensemester gewann er 1973 den Hochschulpreis der Kölner Musikhochschule.
Im dritten Semester, ab Januar 1974, war er als Soloflötist der Rheinischen Philharmonie Koblenz tätig, seit 1975 wirkt er als stellvertretender Soloflötist des Rundfunk Sinfonie Orchester Köln. 1977 absolvierte er den Abschluss an der Musikhochschule mit Auszeichnung; anschließend leitete er (bis 2002) eine Hauptfachklasse im Fach Flöte an der Kölner Musikhochschule. Hans Werner Henze holte ihn 1978 als Nachfolger von Karlheinz Zöller für die Aufführungen von El Cimarrón bei den Wittener Tagen für neue Kammermusik, in Istanbul und Köln. 1979 wurde er Mitglied im Ensemble von Karlheinz Stockhausen (Der Jahreslauf, Album 1981). Zwischen 1981 und 1988 fungierte er auch als Soloflötist bei den Bayreuther Festspielen. Von 1988 an war er langjährig Mitglied des Consortium Classicum, mit dem er zahlreiche CDs einspielte. Auch wirkte er als Solist und Ensemblemitglied bei zahlreichen Aufführungen der Wittener Tage für neue Kammermusik. 1993 war er Gastsolist des Ensemble Modern für dessen Aufführungen von Henzes El Cimarrón in Berlin.
Seit 1989 veranstaltet er regelmäßig hochrangige Konzerte in seinem Loft und leitet den zugehörigen Verlag 2nd Floor. Viele Jahre engagierte er sich zudem als Vorstand des WDR-Sinfonieorchesters, im Personalrat des WDR sowie in der Kölner Musikhochschule als Sprecher der Lehrbeauftragten. 1998 wurde er als Ehrenmitglied der Kölner Gesellschaft für Neue Musik geehrt; 2015 erhielt er das Bundesverdienstkreuz am Bande.

## Diskographische Hinweise
- Klaus König Black Moments (mit Andy Haderer, Reiner Winterschladen, Jörg Huke, Florian Heinl, Claudius Valk, Roger Hanschel, Wollie Kaiser, Claudio Puntin, Michael Heupel, Dirk Mündelein, Markus Segschneider, Fabiana Trani, Stefan Rademacher, Martell Beigang, Thomas Meixner, Matthias Haus, Phil Minton, Schola cantorum virtualis; 2001)